# Jaroslav Klvač
Jaroslav Klvač (* 28. října 1949) byl slovenský a československý politik, po sametové revoluci poslanec Sněmovny lidu Federálního shromáždění za SDĽ.

## Biografie
Ve volbách roku 1992 byl za SDĽ zvolen do Sněmovny lidu. Ve Federálním shromáždění setrval do zániku Československa v prosinci 1992. Profesí byl lékařem. V roce 1997 se MUDr. Jaroslav Klvač uvádí jako revizní lékař Všeobecné zdravotní pojišťovny Banská Bystrica.
V krajských volbách na Slovensku roku 2005 kandidoval neúspěšně do zastupitelstva Banskobystrického kraje za Združenie robotníkov Slovenska. Profesně uváděn jako lékař, 56 let. V komunálních volbách roku 2006 kandidoval do městského zastupitelstva Banské Bystrice za koalici Združenie robotníkov Slovenska-Komunistická strana Slovenska.